# Eparchia ałapajewska
Eparchia ałapajewska – jedna z eparchii Rosyjskiego Kościoła Prawosławnego, z siedzibą w Ałapajewsku. Wchodzi w skład metropolii jekaterynburskiej.
Utworzona postanowieniem Świętego Synodu 28 grudnia 2018 r., poprzez wydzielenie z terytoriów dwóch eparchii: jekaterynburskiej i kamieńskiej. Obejmuje część obwodu swierdłowskiego.
Pierwszym ordynariuszem eparchii został biskup ałapajewski i irbicki Leonid (Sołdatow); funkcję tę pełnił do 2020 r..